# جائزة اليابان الكبرى للدراجات النارية 1993
جائزة اليابان الكبرى للدراجات النارية 1993 هو سباق دراجات نارية أقيم بتاريخ 18 أبريل 1993 في حلبة سوزوكا. كان الجولة الثالثة من أصل 14 في سباق الجائزة الكبرى للدراجات النارية موسم 1993. فاز الأمريكي وين ريني بفئة 500 سي سي بينما جاء الأمريكي كيفن شوانتز في المركز الثاني وحصل على المركز الثالث الأسترالي داريل بيتي.

## وصلات خارجية
- الموقع الرسمي